# Нуоргам
Нуоргам (фін. Nuorgam, пн.-саам. Njuorggán) — найпівнічніше селище Фінляндії, розташоване в комуні Утсйокі в провінції Лапландія на кордоні з Норвегією.

## Географічне положення
Знаходиться поблизу найпівнічнішої точки Фінляндії і Євросоюзу. Село розташувалося на березі річки Танаельв, за 47 км на північний схід від центру громади, села Утсйокі, приблизно за 510 км від адміністративного центру Лапландії, міста Рованіємі, а також за 210 км від Івало. Відстань від Нуоргам до Північного Льодовитого океану становить лише 30 км.
73 дні на рік (з 17 травня до 28 липня) триває полярний день, 51 день на рік (з 26 листопада по 17 січня) триває полярна ніч. 242 дні на рік відбувається зміна дня та ночі. З 26 березня до 18 вересня сонце не опускається нижче 18 градусів, і повних ночей у цей час не буває. Білі ночі тривають із 28 квітня по 15 серпня.

## Населення
Населення Нуоргаму складає близько 130 чоловік.

## Економіка
Жителі села живуть головним чином за рахунок прикордонної торгівлі та туризму. Через нижчі ціни село популярне серед норвежців як місце для покупок. Місця поблизу села також приваблюють туристів гарною рибалкою.

## Інфраструктура
У Нуоргамі є початкова школа, поштове відділення, невелика аптека, 2 продуктові магазини, бар та алкогольний магазин Alko. За даними на 2010 рік місцева школа включала 14 учнів та 3 вчителів. Щоденний автобус пов'язує село із Рованіємі.